# Glíma

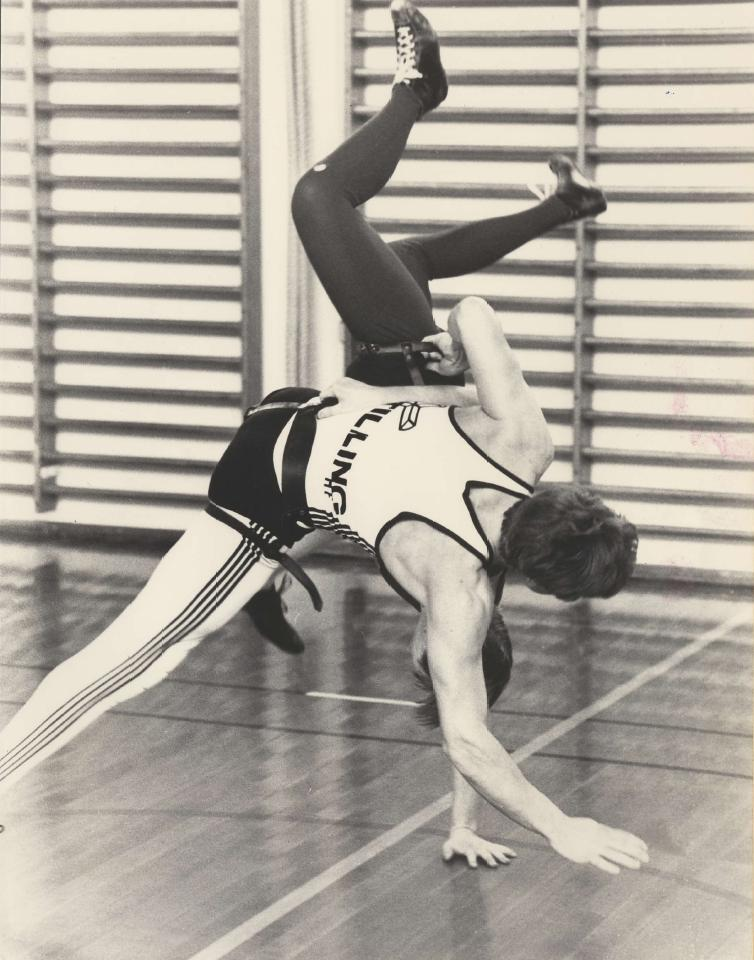
Zwei Glíma-Ringer an der Isländischen Glíma-Meisterschaft 1985.

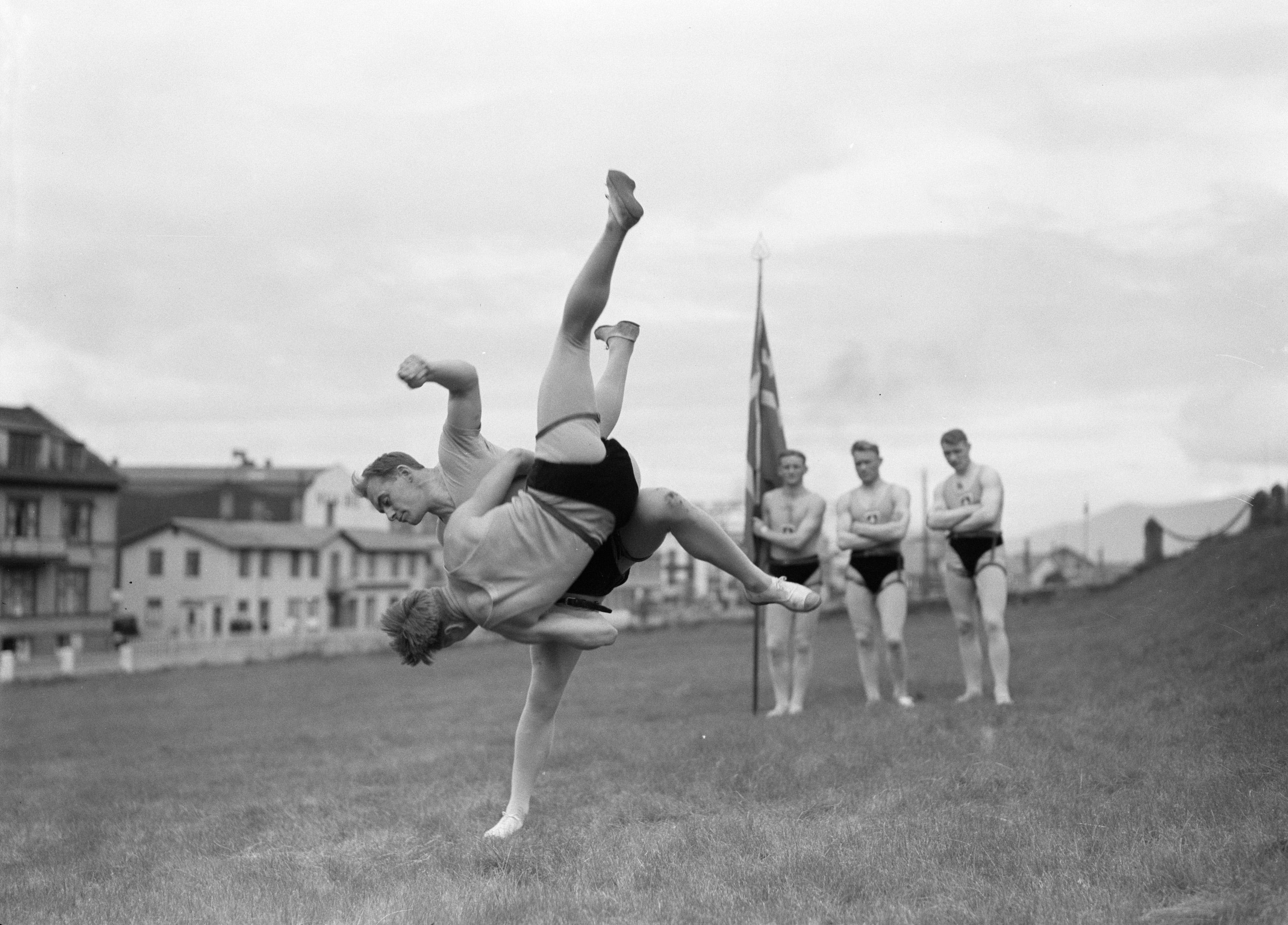
Glíma-Ringer in Reykjavík 1934.

Glíma ist eine isländische Variante des Freistilringens.

## Besonderheiten
Glíma unterscheidet sich in vier Punkten von anderen Arten des Ringens:
- Die Gegner müssen immer aufrecht stehen.
- Die Gegner umkreisen einander ständig (ähnlich wie bei einem Walzer). Dies soll sicherstellen, dass genügend Angriffsmöglichkeiten bestehen und keine Pattsituation eintritt.
- Es ist nicht erlaubt, auf den Gegner zu fallen oder ihn niederzustoßen. Beides wird als unsportliches Verhalten angesehen.
- Die Gegner sollten sich immer über die Schulter anschauen. Das Ringen soll nicht so sehr vom Sehen, sondern mehr von Berührung und Gefühl abhängen.

Glíma war und ist ein Sport zur Erholung und körperlichen Ertüchtigung, und keine „wilde Rauferei“. Einige Untervarianten, etwa Löstagsglíma, zeigen aber auch etwas härtere Züge. Die Geschichte von Glima lässt sich bis in das 12. Jahrhundert belegen, Schilderungen in der Edda und in Isländersagas lassen aber ein noch früheres Entstehen vermuten. Der Kern von Glíma besteht in den acht bragð (Techniken), aus denen etwa 50 verschiedene Arten von Würfen abgeleitet werden können.
Das Wort glíma wird häufig mit „Der Wettkampf der Freude“ übersetzt. Es könnte mit den Wörtern glimmer (englisch), glimma (schwedisch), glimre (dänisch) und glimt (norwegisch) verwandt sein, die sich mit „aufglimmen, flackern, flimmern“ (von Licht oder Feuer) übersetzen lassen. Dies könnte die schnellen Glíma-Techniken repräsentieren.
Glíma besitzt den Ehrenkodex Drängskap, der die Gegner nach Fairness, gegenseitigem Respekt und Sicherheit streben lässt.
Die Sportart war bei den Olympischen Sommerspielen 1908 in London und bei den Olympischen Sommerspielen 1912 in Stockholm eine Demonstrationssportart.

## Organisationen
Die IGA (International Glíma Association) wurde 2007 in Reykjavík gegründet und hat zum Ziel, Glíma einer breiteren Öffentlichkeit bekannt zu machen. Seit 2010 gibt es eine deutschsprachige Webpräsenz (siehe Links). Der Betreiber der Webseite ist Gründungsmitglied der IGA.